# タムロチェリー
タムロチェリー（欧字名:Tamuro Cherry、1999年4月2日 - 2007年8月15日）は日本の競走馬、繁殖牝馬。主な勝ち鞍に2001年の阪神ジュベナイルフィリーズ（GI）、小倉2歳ステークス（GIII）。

## 経歴

### 誕生までの経緯
青森県天間林村（現:七戸町）に、諏訪忠兵衛が1955年に前山農場を買収し、諏訪牧場を創設。翌1956年には群馬県畜産課長だった間梯三が牧場長に就任した。以降、1979年の有馬記念を制したグリーングラス、1980年の安田記念を制したブルーアレツなどが生産された。

#### 父
セクレトは、競走馬を引退後の1985年、アメリカのカルメットファームにて当時の世界最高額となる4000万ドル（当時のレートで約100億円）でシンジゲートが組まれた。しかし、カルメットファームが解散したため、1992年に間が中心となり130万ドル（約1億6250万円）で購入し、日本に渡った。
1993年より諏訪牧場で供用。1株600万円で全50株の総額3億円でシンジゲートが組まれ、半分は青森県の生産者、もう半分は松岡正雄と北海道の生産者に配分された。毎年40頭以上の繁殖牝馬を集めたが、不振に終わり、1999年にシンジゲートを解散した。

#### 母
1988年11月、アメリカのキーンランドで繁殖牝馬セールにて、間がグラッドタイディングスを購入し、グラッドタイディングスは日本に渡った。日本で初めてとなる種付けには、サクラユタカオーを配合。それから産まれたのが、後のタムロチェリーの母となるミスグローリーであった。
ミスグローリーは、1994年から地方競馬の岩手競馬にて7戦走り、水沢競馬場では2勝を挙げる。競走馬を引退し、1995年より繁殖牝馬となった。初年度はイナリワンを配合したものの不受胎、翌年はセクレトとの牡馬を出産した。仔を見た間は「いい馬だ。これでダービー（東京優駿）をとるぞ」と意気込んでいたが、出産の少し後に死んでしまった。その後セクレト、アジュディケーティングを配合した牝馬が、2年連続で生まれ、後に共に競走馬としてデビューしている。
5年目の種付けには再びセクレトが選ばれ、1999年4月2日、諏訪牧場で後のタムロチェリーが生まれる。同年10月には、父セクレトが鼠径ヘルニアを患って死亡。2000年1月15日には、父と母を結び付けた間が、肺炎により85歳で急死した。間は、亡くなる直前まで「何故セクレトの仔が走らないのかわからない」を口癖にしていた。

### 幼駒時代
2000年の八戸市場サラブレッド1歳部門に上場され、セリ会場では諏訪康行が曳いた。小柄な牝馬であり、実績に乏しいセクレトの産駒だったため、多くにないがしろにされた。しかし、日本中央競馬会（JRA）の買い付け担当が注目し、他と競ることなく420万円（消費税込み）で落札。宮崎県のJRA宮崎育成牧場に送られて育成された。
抽せん馬に指定されて、阪神競馬場の抽せん会に出場し、調教供覧された。鹿児島県鹿児島市の丸福建設代表取締役社長である谷口屯の代理、西園正都調教師が全52頭中31番目で指名し、678万円で購入。後に谷口によって「タムロチェリー」と命名された。
西園は、指名の順番が31番目と下位であり、あらかじめ注目していた馬が先に他に指名されてしまっていた。西園と、西園よりも指名順が遅い大根田裕之調教師は、指名されていない馬の中でなら「セクレト（の産駒（タムロチェリー）かサクラローレル（の産駒）やな」との認識で互いに同意していたが、西園は父のセクレトがイギリスダービー優勝馬であることを理由にタムロチェリーを指名した。なお西園が選択しなかったサクラローレル産駒は、大根田が指名。「ケンスターダンサー」との名前で抽せん馬としてデビューし、8戦0勝2着1回、3着4回という成績に終わっている。
タムロチェリーは、抽せん会を行った阪神競馬場から、そのまま栗東トレーニングセンターの西園厩舎に入厩。九州から栗東まで移動してきたために痩せてしまい、西園いわく「ネズミ」のようであった。

### 競走馬時代
2001年7月15日、小倉競馬場の新馬戦に幸英明が騎乗しデビュー、他の馬を怖がり外側に逃避して11着に敗退。2戦目の新馬戦は、スタートで挟まれる不利がありながらも3着となった。3戦目の未勝利戦では、初めてブリンカーを装着し、1番人気のオモシロイをクビ差退けて勝ち上がりを果たした。
未勝利戦から連闘で小倉2歳ステークス（GIII）に参戦。出走馬15頭中最低人気となる15番人気、オッズは107.8倍であった。これまで主戦を務めた幸が、3番人気のブライアンズイブに騎乗したため、新たに、小池隆生とコンビを結成した。後方からメンバー中最速の上がりを披露して一気に差し切り、先行する2番人気の渡辺薫彦騎乗のオーストエルストをクビ差差し切って勝利、重賞制覇を果たした。ファンタジーステークス（GIII）では唯一の重賞勝ち馬にもかかわらず8番人気で出走し、レースは4コーナーでの不利もあって10着に敗れた。
続いて阪神ジュベナイルフィリーズ（GI）に出走。マイルチャンピオンシップ（ゼンノエルシド）、ジャパンカップ（ジャングルポケット）と2週連続でGIを制しているオリビエ・ペリエを迎えて参戦、7番人気であった。中団待機から逃げたアローキャリーを捉え、半馬身差し切ってGI初制覇、馬番連勝式（馬連）は25350円の高配当であった。ペリエはこのレースの勝利でJRA史上初となる3週連続GI制覇を達成し、また青森県産馬としてはグリーングラス以来のGI制覇となった。さらに、西園調教師は厩舎開業4年目でGI制覇を果たした。これらの活躍により、投票者283名の内、得票率92％にあたる260票を集めて、JRA賞最優秀2歳牝馬を受賞。翌年の2月18日には、青森県軽種馬生産農業協同組合が主催で十和田グランドホテルにて、組合員300人が集まり優勝祝賀会が行われた。
3歳となり、鹿児島県での放牧を経て、桜花賞のトライアル競走であるチューリップ賞（GIII）に出走するも、2番人気に推されるものの12着。その後の牝馬クラシック、桜花賞、優駿牝馬（オークス）でも共に12着と惨敗した。
以降、4歳夏まで重賞、オープン競走に出走したものの、掲示板にすら入ることができなかった。2003年7月20日、北九州記念（GIII）9着を最後に引退。7月25日付けで、JRAの競走馬登録を抹消した。

## 競走成績
以下の内容は、netkeiba.comおよびJBISサーチの情報に基づく。
| 年月日     | 競馬場 | 競走名           | 格   | 頭数 | 枠番 | 馬番 | オッズ （人気） | オッズ （人気） | 着順 | 騎手     | 斤量 （kg） | 距離（馬場）  | タイム （上り3F） | タイム 差 | 勝ち馬/（2着馬）     |
| ---------- | ------ | ---------------- | ---- | ---- | ---- | ---- | --------------- | --------------- | ---- | -------- | ----------- | ------------- | ----------------- | --------- | -------------------- |
| 2001.07.15 | 小倉   | 2歳新馬          |      | 15   | 8    | 15   | 014.7           | 0（7人）        | 11着 | 幸英明   | 53          | 芝1000m（良） | 1:00.0 (35.4)     | -2.7      | ブイルージュ         |
| 0000.08.05 | 小倉   | 2歳新馬          |      | 11   | 7    | 8    | 067.5           | 0（7人）        | 03着 | 幸英明   | 53          | 芝1200m（良） | 1:11.7 (35.9)     | -1.2      | ユウキャラット       |
| 0000.08.25 | 小倉   | 2歳未勝利        |      | 10   | 7    | 8    | 006.4           | 0（3人）        | 01着 | 幸英明   | 53          | 芝1800m（良） | 1:51.1 (36.8)     | -0.0      | （オモシロイ）       |
| 0000.09.02 | 小倉   | 小倉2歳S         | GIII | 15   | 8    | 14   | 107.8           | （15人）        | 01着 | 小池隆生 | 54          | 芝1200m（良） | 1:10.6 (36.1)     | -0.1      | （オースミエルスト） |
| 0000.11.04 | 京都   | ファンタジーS    | GIII | 15   | 7    | 13   | 014.8           | 0（8人）        | 10着 | 小池隆生 | 54          | 芝1400m（良） | 1:23.5 (35.6)     | -0.9      | キタサンヒボタン     |
| 0000.12.02 | 阪神   | 阪神JF           | GI   | 18   | 4    | 8    | 018.0           | 0（7人）        | 01着 | O.ペリエ | 54          | 芝1600m（良） | 1:35.1 (35.2)     | -0.1      | （アローキャリー）   |
| 2002.03.02 | 阪神   | チューリップ賞   | GIII | 16   | 2    | 3    | 003.0           | 0（2人）        | 12着 | O.ペリエ | 54          | 芝1600m（良） | 1:36.5 (36.6)     | -1.3      | ヘルスウォール       |
| 0000.04.07 | 阪神   | 桜花賞           | GI   | 18   | 2    | 4    | 012.2           | 0（6人）        | 12着 | 蛯名正義 | 55          | 芝1600m（良） | 1:35.6 (35.8)     | -1.3      | アローキャリー       |
| 0000.05.19 | 東京   | 優駿牝馬         | GI   | 18   | 2    | 2    | 015.1           | 0（8人）        | 12着 | 蛯名正義 | 55          | 芝2400m（良） | 2:29.4 (36.6)     | -1.7      | スマイルトゥモロー   |
| 0000.09.15 | 阪神   | ローズS          | GII  | 16   | 6    | 12   | 040.3           | （10人）        | 14着 | 和田竜二 | 54          | 芝2000m（良） | 2:01.5 (35.8)     | -1.4      | ファインモーション   |
| 0000.10.13 | 京都   | 秋華賞           | GI   | 18   | 1    | 2    | 074.4           | （10人）        | 13着 | 和田竜二 | 55          | 芝2000m（良） | 1:59.8 (36.4)     | -1.7      | ファインモーション   |
| 0000.11.10 | 京都   | エリザベス女王杯 | GI   | 13   | 7    | 10   | 096.0           | （11人）        | 12着 | 和田竜二 | 54          | 芝2200m（良） | 2:16.1 (35.7)     | -2.9      | ファインモーション   |
| 0000.12.15 | 阪神   | 阪神牝馬S        | GII  | 16   | 3    | 6    | 082.1           | （11人）        | 16着 | 小池隆生 | 54          | 芝1600m（良） | 1:35.1 (35.2)     | -1.9      | ダイヤモンドビコー   |
| 2003.04.26 | 京都   | オーストラリアT  | OP   | 15   | 8    | 15   | 069.6           | （12人）        | 11着 | 和田竜二 | 55          | 芝1800m（重） | 1:49.7 (35.8)     | -1.6      | テンザンセイザ       |
| 0000.05.24 | 中京   | テレビ愛知OP     | OP   | 17   | 5    | 9    | 046.2           | 0（9人）        | 16着 | 和田竜二 | 55          | 芝1200m（良） | 1:09.9 (34.9)     | -3.0      | テンシノキセキ       |
| 0000.07.20 | 小倉   | 北九州記念       | GIII | 10   | 7    | 9    | 034.4           | 0（7人）        | 09着 | 小池隆生 | 54          | 芝1800m（不） | 1:51.9 (38.1)     | -2.1      | ミレニアムバイオ     |

## 繁殖成績
引退後は、生まれ故郷の諏訪牧場で繁殖入りし、3頭の産駒を送り出したのち、2007年8月15日にがんのため同牧場厩舎内で死亡した。2番仔タムロブライトの仔であるミライヘノツバサが、2020年のダイヤモンドステークス（GIII）を制した。

### 産駒一覧
|       | 生年   | 馬名           | 性 | 毛色 | 父                 | 馬主   | 管理調教師     | 戦績    | 主な勝利競走 | 供用         | 出典   |
| ----- | ------ | -------------- | -- | ---- | ------------------ | ------ | -------------- | ------- | ------------ | ------------ | ------ |
| 初仔  | 2005年 | タムロチェスト | 牡 | 栗毛 | フォーティナイナー | 谷口屯 | 栗東・西園正都 | 15戦2勝 |              |              | [ 30 ] |
| 2番仔 | 2006年 | タムロブライト | 牝 | 芦毛 | シルバーチャーム   | 谷口屯 | 栗東・西園正都 | 3戦0勝  |              | （繁殖牝馬） | [ 31 ] |
| 3番仔 | 2007年 | タムロスカイ   | 牡 | 栗毛 | フジキセキ         | 谷口屯 | 栗東・西園正都 | 53戦6勝 |              |              | [ 32 ] |

## 血統表
| タムロチェリーの血統           | タムロチェリーの血統                                                                      | タムロチェリーの血統                                                                      | （血統表の出典）                                                                          | （血統表の出典） |
| 父系                           | ノーザンダンサー系                                                                        | ノーザンダンサー系                                                                        | ノーザンダンサー系                                                                        | [ § 2 ]          |
| 父 *セクレト Secreto 1981 鹿毛 | 父の父Northern Dancer 1961年 鹿毛                                                         | Nearctic                                                                                  | Nearco                                                                                    | Nearco           |
| 父 *セクレト Secreto 1981 鹿毛 | 父の父Northern Dancer 1961年 鹿毛                                                         | Nearctic                                                                                  | Lady Angela                                                                               |                  |
| 父 *セクレト Secreto 1981 鹿毛 | 父の父Northern Dancer 1961年 鹿毛                                                         | Natalma                                                                                   | Native Dancer                                                                             | Native Dancer    |
| 父 *セクレト Secreto 1981 鹿毛 | 父の父Northern Dancer 1961年 鹿毛                                                         | Natalma                                                                                   | Almahmoud                                                                                 |                  |
| 父 *セクレト Secreto 1981 鹿毛 | 父の母Betty's Secret 1977年 鹿毛                                                          | Secretariat                                                                               | Bold Ruler                                                                                | Bold Ruler       |
| 父 *セクレト Secreto 1981 鹿毛 | 父の母Betty's Secret 1977年 鹿毛                                                          | Secretariat                                                                               | Somethingroyal                                                                            |                  |
| 父 *セクレト Secreto 1981 鹿毛 | 父の母Betty's Secret 1977年 鹿毛                                                          | Betty Loraine                                                                             | Prince John                                                                               | Prince John      |
| 父 *セクレト Secreto 1981 鹿毛 | 父の母Betty's Secret 1977年 鹿毛                                                          | Betty Loraine                                                                             | Gay Hostess                                                                               |                  |
| 母 ミスグローリー 1990 栃栗毛  | 母の父サクラユタカオー 1983 栗毛                                                          | *テスコボーイ                                                                             | Princely Gift                                                                             | Princely Gift    |
| 母 ミスグローリー 1990 栃栗毛  | 母の父サクラユタカオー 1983 栗毛                                                          | *テスコボーイ                                                                             | Suncourt                                                                                  |                  |
| 母 ミスグローリー 1990 栃栗毛  | 母の父サクラユタカオー 1983 栗毛                                                          | アンジェリカ                                                                              | *ネヴァービート                                                                           | *ネヴァービート  |
| 母 ミスグローリー 1990 栃栗毛  | 母の父サクラユタカオー 1983 栗毛                                                          | アンジェリカ                                                                              | スターハイネス                                                                            |                  |
| 母 ミスグローリー 1990 栃栗毛  | 母の母*グラッドタイディングス Glad Tidings 1979 黒鹿毛                                    | Pharly                                                                                    | Lyphard                                                                                   | Lyphard          |
| 母 ミスグローリー 1990 栃栗毛  | 母の母*グラッドタイディングス Glad Tidings 1979 黒鹿毛                                    | Pharly                                                                                    | Comely                                                                                    |                  |
| 母 ミスグローリー 1990 栃栗毛  | 母の母*グラッドタイディングス Glad Tidings 1979 黒鹿毛                                    | Gaily                                                                                     | Sir Gaylord                                                                               | Sir Gaylord      |
| 母 ミスグローリー 1990 栃栗毛  | 母の母*グラッドタイディングス Glad Tidings 1979 黒鹿毛                                    | Gaily                                                                                     | Speartish                                                                                 |                  |
| 母系(F-No.)                    | グラツドタイデイングス(FR)系(FN:11)                                                       | グラツドタイデイングス(FR)系(FN:11)                                                       | グラツドタイデイングス(FR)系(FN:11)                                                       | [ § 3 ]          |
| 5代内の近親交配                | Northern Dancer2×5、Somethingroyal4×5、Hyperion5×5、Nasrullah5×5、Princequillo5･5（父内） | Northern Dancer2×5、Somethingroyal4×5、Hyperion5×5、Nasrullah5×5、Princequillo5･5（父内） | Northern Dancer2×5、Somethingroyal4×5、Hyperion5×5、Nasrullah5×5、Princequillo5･5（父内） | [ § 4 ]          |
| 出典                           | 1. 2. 3. 4.                                                                               | 1. 2. 3. 4.                                                                               | 1. 2. 3. 4.                                                                               | 1. 2. 3. 4.      |

- 祖母の半姉Gay Millyの子孫からはピルサドスキー・ファインモーション兄妹、ヨカヨカ、ユームザイン、レッドキングダムなどが出ている。